# Santa Ana, Ocampo
Santa Ana är en ort i Mexiko.   Den ligger i kommunen Ocampo och delstaten Michoacán de Ocampo, i den södra delen av landet, 130 km väster om huvudstaden Mexico City. Santa Ana ligger 2 369 meter över havet och antalet invånare är 212.
Terrängen runt Santa Ana är lite bergig. Runt Santa Ana är det ganska tätbefolkat, med 160 invånare per kvadratkilometer. Närmaste större samhälle är Heróica Zitácuaro, 17,9 km söder om Santa Ana. I omgivningarna runt Santa Ana växer huvudsakligen savannskog.